# Discografia di Christina Aguilera
Il suo album di debutto, Christina Aguilera, pubblicato nel 1999, è l'album di maggior successo della cantante con 14 milioni di copie vendute mondialmente entrando a far parte della lista degli album più venduti di sempre. Inoltre l'album le fa vincere un Grammy Award come miglior artista emergente. Il primo singolo da esso estratto è Genie in a Bottle che arriva alla prima posizione in 15 paesi diventando il tormentone estivo dell'estate del 1999 vendendo circa 3 milioni di copie, entrando a far parte della lista dei singoli più venduti di sempre. Il secondo singolo What a Girl Wants riceve cinque nomination agli MTV Awards ed arriva alla prima posizione in sette paesi diventando il secondo successo della Aguilera. Il terzo singolo I Turn to You non arriva all'altezza dei primi due singoli arrivando al terzo posto negli Stati Uniti. Con il quarto ed ultimo singolo estratto Come on Over Baby (All I Want Is You) l'Aguilera riesce a rientrare non solo nelle classifiche in cui non era entrato il singolo precedente, ma riesce anche a rientrare dal punto di vista commerciale.
L'anno dopo pubblica un album in spagnolo, Mi reflejo, che le fa vincere un Latin Grammy, e uno natalizio, My Kind of Christmas, che le permette di vincere il Billboard Music Award come miglior artista femminile dell'anno.
Nel 2001 Christina Aguilera partecipa al brano Nobody Wants to Be Lonely che arriva al primo posto in 6 paesi e alla hit Lady Marmalade che oltre ad arrivare prima in 15 paesi diventando il suo secondo tormentone estivo, vende 6 milioni di copie mondialmente e, per questo brano, vince il suo secondo Grammy Award.
Il suo secondo album di inediti, Stripped, pubblicato nel 2002, è un album completamente diverso dal primo. Il primo singolo da esso estratto è Dirrty, che nonostante diverse critiche è arrivato primo in 4 paesi. Il secondo singolo Beautiful supera di gran lunga il singolo apripista, entrando nella lista delle 100 canzoni più belle di sempre e arrivando alla prima posizione in 15 paesi, inoltre la canzone le fa vincere il terzo Grammy Award. Come terzo singolo viene estratto Fighter, scelto come sigla dell'NBA. Il quarto singolo estratto è Can't Hold Us Down che diventa un inno femminista in tutto il mondo. Il quinto ed ultimo singolo ad essere estratto è The Voice Within che oltre a ricevere tre nomination agli MTV Video Music Awards, diventare molto popolare in tutta Europa.
Il suo terzo album di inediti, Back to Basics, pubblicato nel 2006, viene nominato "Album dell'anno". Qui Christina adotta uno stile anni venti, trenta e quaranta, componendo canzoni jazz, blues, R&B e soul. Il primo singolo estratto, Ain't No Other Man, arriva alla prima posizione in 5 paesi e le fa vincere il quarto Grammy Award (quinto in totale). Come secondo singolo da estrarre viene scelto Hurt, un'intensa ballata che riscuote un ottimo successo in tutto il mondo. Il terzo ed ultimo singolo mondiale è stato Candyman.
Nel 2008 Christina pubblica la sua prima raccolta di successi Keeps Gettin' Better - A Decade of Hits che vende oltre 2 milioni di copie, diventando uno dei 20 Greatest Hits femminili più venduti di sempre. Inoltre da quest'album è stato estratto il singolo Keeps Gettin' Better che divenne il brano più scaricato su iTunes in quell'anno.
Nel 2010 viene pubblicato il quarto album in studio Bionic, definito da Billboard il miglior album pop mainstream dell'anno. L'album è stato anticipato dal singolo Not Myself Tonight, seguito dal secondo singolo You Lost Me che viene definito "il cuore dell'album". Contemporaneamente avviene il suo debutto al cinema, con il ruolo di protagonista nella pellicola Burlesque, film che ha incassato circa 210 milioni di dollari in tutto il mondo. La colonna sonora del film riscuote un buon successo in tutto il mondo e da essa viene estratto il singolo Show Me How You Burlesque. Nello stesso anno riceve la sua stella dalla Hollywood Walk of Fame.
Nel 2012 pubblica il suo quinto album in studio Lotus, che vede come singolo apripista Your Body. Il secondo ed ultimo singolo estratto è Just a Fool che riesce a raggiungere in poco tempo sette Hit-Parade.
Nel 2013 partecipa alla hit Feel This Moment e all'inaspettato successo di Say Something. Quest'ultimo riesce a vende circa 5 milioni di copie in tutto il mondo e riceve una nomination ai Grammy Awards del 2015.

## Album

### Album in studio
| Anno | Album                                                                                                   | Posizione massima | Posizione massima | Posizione massima | Posizione massima | Posizione massima | Posizione massima | Posizione massima | Posizione massima | Posizione massima | Posizione massima | Vendite                                             | Certificazioni                                                                                          |
| Anno | Album                                                                                                   | US                | ITA               | AUS               | CAN               | DAN               | IRL               | FRA               | GER               | NZL               | UK                | Vendite                                             | Certificazioni                                                                                          |
| ---- | --- | ----------------- | ----------------- | ----------------- | ----------------- | ----------------- | ----------------- | ----------------- | ----------------- | ----------------- | ----------------- | --------------------------------------------------- | --- |
| 1999 | Christina Aguilera - Pubblicato: 24 agosto 1999 - Etichetta: RCA - Formato: CD, Musicassetta            | 1                 | —                 | 21                | 1                 | —                 | 43                | 44                | 13                | 5                 | 14                | - Mondo: 14.000.000 - US: 9.220.000                 | - AUS: Platino - CAN: 7x Platino - EUR: 2x Platino - NZ: Platino - UK: 3x Platino - US: 10x Platino     |
| 2000 | Mi reflejo - Pubblicato: 12 settembre 2000 - Etichetta: RCA, BMG U.S. Latin - Formato: CD, Musicassetta | 27                | —                 | —                 | —                 | —                 | —                 | —                 | —                 | —                 | —                 | - Mondo: 3.000.000 - US: 600.000                    | - US: 6× Platino (Latino) - SP: 5x Platino                                                              |
| 2000 | My Kind of Christmas - Pubblicato: 24 ottobre 2000 - Etichetta: RCA - Formato: CD, Musicassetta         | 28                | —                 | —                 | —                 | —                 | —                 | —                 | —                 | —                 | —                 | - US: 1.000.000                                     | - US: 2× Platino                                                                                        |
| 2002 | Stripped - Pubblicato: 26 ottobre 2002 - Etichetta: RCA - Formato: CD, Musicassetta                     | 2                 | 16                | 7                 | 3                 | 5                 | 2                 | 49                | 6                 | 5                 | 2                 | - Mondo: 10.000.000 - US: 4.000.000 - UK: 2.030.000 | - AUS: 4× Platino - CAN: 3× Platino - EU: 3× Platino - NZ: 2× Platino - UK: 6× Platino - US: 4× Platino |
| 2006 | Back to Basics - Pubblicato: 10 agosto 2006 - Etichetta: RCA - Formato: CD, Download Digitale           | 1                 | 3                 | 1                 | 1                 | 2                 | 1                 | 10                | 1                 | 2                 | 1                 | - Mondo: 4.000.000 - US: 1.720.000                  | - AUS: 2× Platino - CAN: 3× Platino - EU: Platino - NZ: Platino - UK: Platino - US: Platino             |
| 2010 | Bionic - Pubblicato: 4 giugno 2010 - Etichetta: RCA - Formato: CD, Download Digitale                    | 3                 | 8                 | 3                 | 3                 | 12                | 4                 | 23                | 6                 | 6                 | 1                 | - Mondo: 1.000.000 - US: 330.000                    | - AUS: Oro - AUT: Oro - GRE: Oro                                                                        |
| 2012 | Lotus - Pubblicato: 13 novembre 2012 - Etichetta: RCA - Formato: CD, Download Digitale                  | 7                 | 12                | 19                | 7                 | 23                | 29                | 50                | 13                | 29                | 28                | - US: 250.500 - UK: 10.000                          | - CAN: Oro                                                                                              |
| 2018 | Liberation - Pubblicato: 15 giugno 2018 - Etichetta: RCA - Formato: CD, Download Digitale               | 6                 | —                 | 9                 | 5                 | —                 | 28                | —                 | 11                | 23                | 17                | - US: 100.000                                       | |

### Raccolte
| Anno | Album | Classifiche | Classifiche | Classifiche | Classifiche | Classifiche | Classifiche | Classifiche | Vendite                                        | Certificazioni           |
| Anno | Album | USA         | AUS         | AUT         | CAN         | DAN         | GER         | ITA         | Vendite                                        | Certificazioni           |
| ---- | --- | ----------- | ----------- | ----------- | ----------- | ----------- | ----------- | ----------- | ---------------------------------------------- | ------------------------ |
| 2008 | Keeps Gettin' Better - A Decade of Hits - Pubblicato: 11 novembre 2008 - Etichetta: RCA - Formato: CD, Digital Download | 9           | 8           | 10          | 12          | 15          | 20          | 15          | - Mondo: 3.000.000 - US: 600.000 - AUS: 70.000 | - UK: Oro - AUS: Platino |

### Soundtrack
| Anno | Album                                                                                                  | Posizione massima | Posizione massima | Posizione massima | Posizione massima | Posizione massima | Posizione massima | Posizione massima | Posizione massima | Posizione massima | Posizione massima | Vendite                          | Certificazioni                  |
| Anno | Album                                                                                                  | US                | ITA               | AUS               | CAN               | DAN               | IRL               | FRA               | GER               | NZE               | UK                | Vendite                          | Certificazioni                  |
| ---- | --- | ----------------- | ----------------- | ----------------- | ----------------- | ----------------- | ----------------- | ----------------- | ----------------- | ----------------- | ----------------- | -------------------------------- | ------------------------------- |
| 2010 | Burlesque - Pubblicato: 19 novembre 2010 - Etichetta: RCA, Screen Gems - Formato: CD, Digital Download | 18                | —                 | 2                 | 16                | —                 | —                 | —                 | 12                | 5                 | 27                | - Mondo: 1.000.000 - US: 609.000 | - AUS: Oro - CAN: Oro - US: Oro |

## Demo
- 2001 - Just Be Free

## EP
- 2003 - Justin & Christina
- 2022 - La Fuerza
- 2024 - The 25th Anniversary of Christina Aguilera

## Altre Raccolte
- 2006 - Christina Aguilera / Stripped
- 2008 - Stripped / Stripped Live in the UK
- 2010 - The Music Video Collection
- 2010 - Genie Gets Her Wish / Stripped Live in the UK

## Singoli
| Anno                                                                                      | Singolo                                                                   | Posizioni massime | Posizioni massime | Posizioni massime | Posizioni massime | Posizioni massime | Posizioni massime | Posizioni massime | Posizioni massime | Posizioni massime | Posizioni massime | Posizioni massime | Posizioni massime | Posizioni massime | Posizioni massime | Posizioni massime | Album                                                  |
| Anno                                                                                      | Singolo                                                                   | US                | AUS               | AUT               | BEL (Fia)         | BEL (Val)         | CAN               | FRA               | FIN               | GER               | NDL               | NOR               | NZL               | SWE               | SWI               | UK                | Album                                                  |
| ----------------------------------------------------------------------------------------- | ------------------------------------------------------------------------- | ----------------- | ----------------- | ----------------- | ----------------- | ----------------- | ----------------- | ----------------- | ----------------- | ----------------- | ----------------- | ----------------- | ----------------- | ----------------- | ----------------- | ----------------- | ------------------------------------------------------ |
| 1998                                                                                      | Reflection                                                                | 14                | —                 | —                 | —                 | —                 | —                 | —                 | —                 | —                 | —                 | —                 | —                 | —                 | —                 | —                 | Mulan: An Original Walt Disney Records Soundtrack      |
| 1999                                                                                      | Genie in a Bottle : 8.700.000                                             | 1                 | 1                 | 1                 | 1                 | 3                 | 1                 | 2                 | 1                 | 1                 | 1                 | 1                 | 2                 | 1                 | 1                 | 1                 | Christina Aguilera                                     |
| 1999                                                                                      | The Christmas Song : 500.000                                              | 18                | —                 | —                 | —                 | —                 | —                 | —                 | —                 | —                 | —                 | —                 | —                 | —                 | —                 | —                 | My Kind of Christmas                                   |
| 1999                                                                                      | What a Girl Wants : 4.267.000                                             | 1                 | 5                 | 2                 | 8                 | 6                 | 1                 | 11                | 2                 | 18                | 14                | 2                 | 1                 | 10                | 17                | 3                 | Christina Aguilera                                     |
| 2000                                                                                      | I Turn To You : 1.000.000                                                 | 3                 | 40                | —                 | 30                | 33                | 7                 | —                 | —                 | 65                | 50                | —                 | 11                | 47                | 30                | 19                | Christina Aguilera                                     |
| 2000                                                                                      | Come on Over Baby (All I Want Is You) : 3.500.000                         | 1                 | 9                 | 35                | 11                | 2                 | 4                 | 3                 | 1                 | 27                | 9                 | 2                 | 2                 | 3                 | 21                | 8                 | Christina Aguilera                                     |
| 2000                                                                                      | Pero me acuerdo de tí                                                     | —                 | —                 | —                 | —                 | —                 | —                 | —                 | —                 | —                 | —                 | —                 | —                 | —                 | —                 | —                 | Mi reflejo                                             |
| 2000                                                                                      | Falsas esperanzas                                                         | —                 | —                 | —                 | —                 | —                 | —                 | —                 | —                 | —                 | —                 | —                 | —                 | —                 | —                 | —                 | Mi reflejo                                             |
| 2001                                                                                      | Nobody Wants to Be Lonely (Ricky Martin & Christina Aguilera) : 3.000.000 | 13                | 8                 | 13                | 11                | 16                | 6                 | 28                | 4                 | 5                 | 4                 | 5                 | 1                 | 3                 | 2                 | 4                 | Sound Loaded \ Keeps Gettin' Better - A Decade of Hits |
| 2001                                                                                      | Lady Marmalade (Christina Aguilera & Lil' Kim, Mýa, Pink) : 5.600.000     | 1                 | 1                 | 3                 | 2                 | 3                 | 17                | 1                 | 2                 | 1                 | 2                 | 1                 | 1                 | 4                 | 1                 | 1                 | Moulin Rouge! Music from Baz Luhrmann's Film           |
| 2002                                                                                      | Dirrty (feat. Redman) : 3.400.000                                         | 48                | 4                 | 5                 | 4                 | 5                 | 5                 | 8                 | 20                | 4                 | 2                 | 3                 | 1                 | 6                 | 3                 | 1                 | Stripped                                               |
| 2002                                                                                      | Beautiful : 6.800.000                                                     | 2                 | 1                 | 5                 | 3                 | 1                 | 1                 | 1                 | 1                 | 1                 | 1                 | 5                 | 1                 | 3                 | 7                 | 1                 | Stripped                                               |
| 2003                                                                                      | Fighter : 4.580.000                                                       | 20                | 5                 | 12                | 10                | 2                 | 3                 | 1                 | 1                 | 1                 | 8                 | 12                | 1                 | 2                 | 11                | 3                 | Stripped                                               |
| 2003                                                                                      | Can't Hold Us Down (feat. Lil' Kim) : 2.000.000                           | 12                | 5                 | 13                | 7                 | 15                | 3                 | 27                | 5                 | 9                 | 14                | 14                | 2                 | 12                | 11                | 6                 | Stripped                                               |
| 2003                                                                                      | The Voice Within : 2.000.000                                              | 33                | 8                 | 7                 | 14                | 40                | 10                | 3                 | 2                 | 13                | 8                 | 13                | 16                | 10                | 3                 | 9                 | Stripped                                               |
| 2004                                                                                      | Car Wash (feat. Missy Elliott) : 1.500.000                                | 63                | 2                 | 11                | 2                 | 18                | —                 | —                 | 9                 | —                 | 3                 | 13                | 2                 | 27                | 5                 | 4                 | Shark Tale: Original Motion Picture Soundtrack         |
| 2006                                                                                      | Ain't No Other Man : 5.000.000                                            | 6                 | 6                 | 7                 | 1                 | 1                 | 4                 | 6                 | 5                 | 5                 | 1                 | 2                 | 5                 | 1                 | 5                 | 2                 | Back to Basics                                         |
| 2006                                                                                      | Hurt : 4.900.000                                                          | 19                | 9                 | 2                 | 3                 | 5                 | 8                 | 3                 | 5                 | 2                 | 2                 | 1                 | 1                 | 2                 | 1                 | 11                | Back to Basics                                         |
| 2007                                                                                      | Candyman : 3.400.000                                                      | 25                | 2                 | 4                 | 11                | 3                 | 9                 | 2                 | 2                 | 11                | 3                 | 2                 | 2                 | 24                | 1                 | 17                | Back to Basics                                         |
| 2007                                                                                      | Slow Down Baby                                                            | —                 | 21                | —                 | —                 | —                 | —                 | —                 | —                 | —                 | —                 | —                 | —                 | —                 | —                 | —                 | Back to Basics                                         |
| 2007                                                                                      | Oh Mother                                                                 | —                 | —                 | 23                | —                 | —                 | —                 | —                 | —                 | 18                | 54                | —                 | —                 | —                 | 79                | —                 | Back to Basics                                         |
| 2008                                                                                      | Keeps Gettin' Better : 2.000.000                                          | 7                 | 6                 | 15                | 60                | 58                | 4                 | 6                 | —                 | 14                | —                 | —                 | 6                 | —                 | 21                | 14                | Keeps Gettin' Better - A Decade of Hits                |
| 2010                                                                                      | Not Myself Tonight : 1.000.000                                            | 23                | 22                | 26                | 24                | —                 | 11                | —                 | —                 | 24                | 32                | —                 | 32                | 34                | 42                | 12                | Bionic                                                 |
| 2010                                                                                      | Woohoo (feat. Nicki Minaj)                                                | 79                | —                 | —                 | —                 | —                 | 46                | —                 | —                 | —                 | —                 | —                 | —                 | —                 | —                 | —                 | Bionic                                                 |
| 2010                                                                                      | You Lost Me : 500.000                                                     | 119               | —                 | 153               | 69                | —                 | —                 | —                 | —                 | —                 | 79                | —                 | —                 | —                 | —                 | —                 | Bionic                                                 |
| 2011                                                                                      | Show Me How You Burlesque : 1.000.000                                     | 70                | —                 | 29                | 92                | 89                | 8                 | —                 | 26                | —                 | —                 | —                 | —                 | —                 | —                 | —                 | Burlesque                                              |
| 2012                                                                                      | Your Body : 1.000.000                                                     | 34                | —                 | 19                | 52                | 63                | 10                | 84                | —                 | 29                | 65                | —                 | 33                | —                 | 22                | 16                | Lotus                                                  |
| 2012                                                                                      | Just a Fool (feat. Blake Shelton)                                         | 71                | —                 | —                 | —                 | —                 | 37                | —                 | —                 | —                 | —                 | —                 | —                 | —                 | —                 | —                 | Lotus                                                  |
| Collaborazioni con altri artisti                                                          |                                                                           |                   |                   |                   |                   |                   |                   |                   |                   |                   |                   |                   |                   |                   |                   |                   |                                                        |
| 1997                                                                                      | All I Wanna Do (Keizo Nakanishi feat. Christina Aguilera)                 | —                 | —                 | —                 | —                 | —                 | —                 | —                 | —                 | —                 | —                 | —                 | —                 | —                 | —                 | —                 | What I Do for Love                                     |
| 2004                                                                                      | Tilt Ya Head Back (Nelly feat. Christina Aguilera)                        | 58                | 5                 | 42                | 34                | 52                | 27                | —                 | 16                | 27                | 16                | —                 | 4                 | —                 | 16                | 5                 | Sweat                                                  |
| 2005                                                                                      | A Song for You (Herbie Hancock feat. Christina Aguilera)                  | —                 | —                 | —                 | —                 | —                 | —                 | —                 | —                 | —                 | —                 | —                 | —                 | —                 | —                 | —                 | Possibilities                                          |
| 2006                                                                                      | Somos novios (It's Impossible) (Andrea Bocelli feat. Christina Aguilera)  | —                 | —                 | —                 | —                 | —                 | —                 | —                 | —                 | —                 | —                 | —                 | —                 | —                 | —                 | —                 | Amore                                                  |
| 2006                                                                                      | Tell Me (Diddy feat. Christina Aguilera)                                  | 47                | 13                | 19                | 17                | 24                | —                 | —                 | 2                 | 5                 | 26                | —                 | —                 | —                 | 7                 | 8                 | Press Play                                             |
| 2011                                                                                      | Moves like Jagger (Maroon 5 feat. Christina Aguilera) : 14.200.000        | 1                 | 2                 | 1                 | 1                 | 1                 | 1                 | 1                 | 1                 | 2                 | 2                 | 1                 | 1                 | 1                 | 1                 | 2                 | Hands All Over                                         |
| 2013                                                                                      | Feel This Moment (Pitbull feat. Christina Aguilera) : 4.200.000           | 8                 | 6                 | 2                 | 2                 | 1                 | 1                 | 2                 | 6                 | 1                 | 6                 | 7                 | 7                 | 3                 | 3                 | 5                 | Global Warming                                         |
| 2013                                                                                      | Say Something (A Great Big World feat. Christina Aguilera) : 5.000.000    | 4                 | 1                 | 4                 | 1                 | 15                | 1                 | 29                | 11                | 36                | 6                 | 8                 | 2                 | 4                 | 20                | 4                 | Is There Anybody Out There?                            |
| "—" significa che il singolo non si è classificato o non è stato pubblicato in quel paese |                                                                           |                   |                   |                   |                   |                   |                   |                   |                   |                   |                   |                   |                   |                   |                   |                   |                                                        |

### Singoli promozionali
| 2000                                                                                      | Christmas Time               | —   | — | —  | —  | —  | Singolo promozionale dell'album natalizio della cantante pubblicato insieme al brano This Year che ne è il b-side.  | My Kind of Christmas |
| 2004                                                                                      | Hello (Follow Your Own Star) | —   | — | —  | —  | —  | Singolo promozionale pubblicato per la campagna pubblicitaria della Mercedes Classe A.                              | Solo singolo         |
| 2008                                                                                      | Save Me From Myself          | —   | — | —  | —  | —  | Singolo pubblicato per un tempo limitato nel gennaio del 2008 per festeggiare la nascita del figlio della cantante. | Back to Basics       |
| 2010                                                                                      | Express : 500.000            | 102 | — | 32 | 54 | 75 | Singolo promozionale pubblicato per l'uscita del film Burlesque.                                                    | Burlesque            |
| "—" significa che il singolo non si è classificato o non è stato pubblicato in quel paese |                              |     |   |    |    |    | |                      |

### Altre canzoni in classifica
| Anno | Titolo                              | Posizioni massime | Posizioni massime | Posizioni massime | Posizioni massime | Posizioni massime | Posizioni massime | Posizioni massime | Posizioni massime | Posizioni massime | Album      |
| Anno | Titolo                              | us                | us latin          | aus               | CAN               | GER               | NZL               | SWE               | SWI               | UK                | Album      |
| ---- | ----------------------------------- | ----------------- | ----------------- | ----------------- | ----------------- | ----------------- | ----------------- | ----------------- | ----------------- | ----------------- | ---------- |
| 2000 | Genio atrapado                      | —                 | 6                 | —                 | —                 | —                 | —                 | —                 | —                 | —                 | Mi reflejo |
| 2000 | Por siempre tu                      | —                 | 3                 | —                 | —                 | —                 | —                 | —                 | —                 | —                 | Mi reflejo |
| 2000 | Ven conmigo (solamente tú)          | —                 | 1                 | —                 | —                 | —                 | —                 | —                 | —                 | —                 | Mi reflejo |
| 2001 | Si no te hubiera conocido           | —                 | 36                | —                 | —                 | —                 | —                 | —                 | —                 | —                 | Mi reflejo |
| 2010 | Bionic                              | 66                | —                 | —                 | —                 | —                 | —                 | —                 | —                 | —                 | Bionic     |
| 2010 | Lift Me Up                          | —                 | —                 | —                 | —                 | —                 | —                 | —                 | —                 | 183               | Bionic     |
| 2010 | Castle Walls (feat. T.I.)           | —                 | —                 | —                 | 99                | —                 | —                 | 51                | —                 | —                 | No Mercy   |
| 2012 | Beautiful (feat. Beverly McClellan) | —                 | —                 | —                 | 86                | —                 | —                 | —                 | —                 | —                 | The Voice  |
| 2012 | The Prayer (feat. Chris Mann)       | 85                | —                 | —                 | 75                | —                 | —                 | —                 | —                 | —                 | The Voice  |

## Videografia

### DVD
- Genie Gets Her Wish : 500.000
- My Reflection : 1.000.000
- Stripped Live in the UK : 1.000.000
- Back to Basics: Live and Down Under : 1.000.000
- Keeps Gettin' Better - A Decade of Hits
- Burlesque (film) : 2.000.000

### Video Singoli
| Christina Aguilera                      |                                       |                              |                              |                              |                              |                              |                              |                              |                              |                              |                              |                              |                              |                              |
| 1999                                    | Genie in a Bottle                     | Diane Martel                 | Diane Martel                 | Diane Martel                 | Diane Martel                 | Diane Martel                 | Diane Martel                 | Diane Martel                 | Diane Martel                 | Diane Martel                 | Diane Martel                 | Diane Martel                 | Diane Martel                 | Diane Martel                 |
| 1999                                    | What a Girl Wants                     | Diane Martel                 | Diane Martel                 | Diane Martel                 | Diane Martel                 | Diane Martel                 | Diane Martel                 | Diane Martel                 | Diane Martel                 | Diane Martel                 | Diane Martel                 | Diane Martel                 | Diane Martel                 | Diane Martel                 |
| 2000                                    | I Turn To You                         | Joseph Kahn                  | Joseph Kahn                  | Joseph Kahn                  | Joseph Kahn                  | Joseph Kahn                  | Joseph Kahn                  | Joseph Kahn                  | Joseph Kahn                  | Joseph Kahn                  | Joseph Kahn                  | Joseph Kahn                  | Joseph Kahn                  | Joseph Kahn                  |
| 2000                                    | Come on Over Baby (All I Want Is You) | Paul Hunter                  | Paul Hunter                  | Paul Hunter                  | Paul Hunter                  | Paul Hunter                  | Paul Hunter                  | Paul Hunter                  | Paul Hunter                  | Paul Hunter                  | Paul Hunter                  | Paul Hunter                  | Paul Hunter                  | Paul Hunter                  |
| Mi reflejo                              |                                       |                              |                              |                              |                              |                              |                              |                              |                              |                              |                              |                              |                              |                              |
| 2000                                    | Pero me acuerdo de tí                 | Kevin G. Bray                | Kevin G. Bray                | Kevin G. Bray                | Kevin G. Bray                | Kevin G. Bray                | Kevin G. Bray                | Kevin G. Bray                | Kevin G. Bray                | Kevin G. Bray                | Kevin G. Bray                | Kevin G. Bray                | Kevin G. Bray                | Kevin G. Bray                |
| 2000                                    | Falsas esperanzas (live)              | Lawrence Jordan              | Lawrence Jordan              | Lawrence Jordan              | Lawrence Jordan              | Lawrence Jordan              | Lawrence Jordan              | Lawrence Jordan              | Lawrence Jordan              | Lawrence Jordan              | Lawrence Jordan              | Lawrence Jordan              | Lawrence Jordan              | Lawrence Jordan              |
| Stripped                                |                                       |                              |                              |                              |                              |                              |                              |                              |                              |                              |                              |                              |                              |                              |
| 2002                                    | Dirrty (ft. Redman)                   | David LaChapelle             | David LaChapelle             | David LaChapelle             | David LaChapelle             | David LaChapelle             | David LaChapelle             | David LaChapelle             | David LaChapelle             | David LaChapelle             | David LaChapelle             | David LaChapelle             | David LaChapelle             | David LaChapelle             |
| 2002                                    | Beautiful                             | Jonas Åkerlund               | Jonas Åkerlund               | Jonas Åkerlund               | Jonas Åkerlund               | Jonas Åkerlund               | Jonas Åkerlund               | Jonas Åkerlund               | Jonas Åkerlund               | Jonas Åkerlund               | Jonas Åkerlund               | Jonas Åkerlund               | Jonas Åkerlund               | Jonas Åkerlund               |
| 2003                                    | Fighter                               | Floria Sigismondi            | Floria Sigismondi            | Floria Sigismondi            | Floria Sigismondi            | Floria Sigismondi            | Floria Sigismondi            | Floria Sigismondi            | Floria Sigismondi            | Floria Sigismondi            | Floria Sigismondi            | Floria Sigismondi            | Floria Sigismondi            | Floria Sigismondi            |
| 2003                                    | Can't Hold Us Down (ft. Lil' Kim)     | David LaChapelle             | David LaChapelle             | David LaChapelle             | David LaChapelle             | David LaChapelle             | David LaChapelle             | David LaChapelle             | David LaChapelle             | David LaChapelle             | David LaChapelle             | David LaChapelle             | David LaChapelle             | David LaChapelle             |
| 2003                                    | The Voice Within                      | David LaChapelle             | David LaChapelle             | David LaChapelle             | David LaChapelle             | David LaChapelle             | David LaChapelle             | David LaChapelle             | David LaChapelle             | David LaChapelle             | David LaChapelle             | David LaChapelle             | David LaChapelle             | David LaChapelle             |
| Back to Basics                          |                                       |                              |                              |                              |                              |                              |                              |                              |                              |                              |                              |                              |                              |                              |
| 2006                                    | Ain't No Other Man                    | Bryan Barber                 | Bryan Barber                 | Bryan Barber                 | Bryan Barber                 | Bryan Barber                 | Bryan Barber                 | Bryan Barber                 | Bryan Barber                 | Bryan Barber                 | Bryan Barber                 | Bryan Barber                 | Bryan Barber                 | Bryan Barber                 |
| 2006                                    | Hurt                                  | Floria Sigismondi / Aguilera | Floria Sigismondi / Aguilera | Floria Sigismondi / Aguilera | Floria Sigismondi / Aguilera | Floria Sigismondi / Aguilera | Floria Sigismondi / Aguilera | Floria Sigismondi / Aguilera | Floria Sigismondi / Aguilera | Floria Sigismondi / Aguilera | Floria Sigismondi / Aguilera | Floria Sigismondi / Aguilera | Floria Sigismondi / Aguilera | Floria Sigismondi / Aguilera |
| 2007                                    | Candyman                              | Matthew Rolston / Aguilera   | Matthew Rolston / Aguilera   | Matthew Rolston / Aguilera   | Matthew Rolston / Aguilera   | Matthew Rolston / Aguilera   | Matthew Rolston / Aguilera   | Matthew Rolston / Aguilera   | Matthew Rolston / Aguilera   | Matthew Rolston / Aguilera   | Matthew Rolston / Aguilera   | Matthew Rolston / Aguilera   | Matthew Rolston / Aguilera   | Matthew Rolston / Aguilera   |
| 2007                                    | Oh Mother (live)                      | Hamish Hamilton / Jamie King | Hamish Hamilton / Jamie King | Hamish Hamilton / Jamie King | Hamish Hamilton / Jamie King | Hamish Hamilton / Jamie King | Hamish Hamilton / Jamie King | Hamish Hamilton / Jamie King | Hamish Hamilton / Jamie King | Hamish Hamilton / Jamie King | Hamish Hamilton / Jamie King | Hamish Hamilton / Jamie King | Hamish Hamilton / Jamie King | Hamish Hamilton / Jamie King |
| Keeps Gettin' Better - A Decade of Hits |                                       |                              |                              |                              |                              |                              |                              |                              |                              |                              |                              |                              |                              |                              |
| 2008                                    | Keeps Gettin' Better                  | Peter Berg                   | Peter Berg                   | Peter Berg                   | Peter Berg                   | Peter Berg                   | Peter Berg                   | Peter Berg                   | Peter Berg                   | Peter Berg                   | Peter Berg                   | Peter Berg                   | Peter Berg                   | Peter Berg                   |
| Bionic                                  |                                       |                              |                              |                              |                              |                              |                              |                              |                              |                              |                              |                              |                              |                              |
| 2010                                    | Not Myself Tonight                    | Hype Williams                | Hype Williams                | Hype Williams                | Hype Williams                | Hype Williams                | Hype Williams                | Hype Williams                | Hype Williams                | Hype Williams                | Hype Williams                | Hype Williams                | Hype Williams                | Hype Williams                |
| 2010                                    | You Lost Me                           | Anthony Mandler              | Anthony Mandler              | Anthony Mandler              | Anthony Mandler              | Anthony Mandler              | Anthony Mandler              | Anthony Mandler              | Anthony Mandler              | Anthony Mandler              | Anthony Mandler              | Anthony Mandler              | Anthony Mandler              | Anthony Mandler              |
| Lotus                                   |                                       |                              |                              |                              |                              |                              |                              |                              |                              |                              |                              |                              |                              |                              |
| 2012                                    | Your Body                             | Melina Matsoukas             | Melina Matsoukas             | Melina Matsoukas             | Melina Matsoukas             | Melina Matsoukas             | Melina Matsoukas             | Melina Matsoukas             | Melina Matsoukas             | Melina Matsoukas             | Melina Matsoukas             | Melina Matsoukas             | Melina Matsoukas             | Melina Matsoukas             |

### Altri video
- 1998 - Reflection (da Mulan)
- 1999 - So Emotional
- 2000 - The Christmas Song (Chestnuts Roasting On An Open Fire)
- 2000 - Genio Atrapado
- 2000 - Por Siempre Tu
- 2000 - Ven Conmigo (Solamente Tu)
- 2001 - Nobody Wants to Be Lonely (Ricky Martin)
- 2001 - Lady Marmalade feat. P!nk, Mya, Lil' Kim
- 2004 - Car Wash feat. Missy Elliott
- 2004 - Tilt Ya Head Back (Nelly)
- 2006 - Tell Me (Diddy)
- 2008 - Save Me from Myself
- 2011 - Something's Got A Hold On Me - But I Am A Good Girl (da Burlesque)
- 2011 - Moves like Jagger (Maroon 5)
- 2013 - Feel This Moment (Pitbull)
- 2013 - Hoy Tengo Ganas De Ti (Alejandro Fernandez)
- 2013 - Let There Be Love
- 2013 - Say Something (A Great Big World)

### Altre canzoni
- 1999 - Dreamy Eyes
- 1999 - Too Beautiful For Word
- 2000 - Tan Emocional
- 2000 - Silent Night-Noche De Paz
- 2002 - I Will Be
- 2002 - Dame Lo Que Yo Te Doy
- 2003 - That's What Love Can Do
- 2004 - Hello (Follow Your Own Star)  (Spot Mercedes Class-A)
- 2006 - Here to Stay  (Spot Pepsi Version)
- 2007 - Mother  (John Lennon Cover)
- 2008 - Falling in love again (Can't help it)
- 2010 - Little Dreamer  (Bionic Bonus iTunes)